# Pyrenopeziza atrata
Pyrenopeziza atrata är en svampart som först beskrevs av Christiaan Hendrik Persoon, och fick sitt nu gällande namn av Karl Wilhelm Gottlieb Leopold Fuckel 1870. Enligt Catalogue of Life ingår Pyrenopeziza atrata i släktet Pyrenopeziza, ordningen disksvampar, klassen Leotiomycetes, divisionen sporsäcksvampar och riket svampar, men enligt Dyntaxa är tillhörigheten istället släktet Pyrenopeziza, familjen Dermateaceae, ordningen disksvampar, klassen Leotiomycetes, divisionen sporsäcksvampar och riket svampar. Arten är reproducerande i Sverige. Inga underarter finns listade i Catalogue of Life.